# NRFL 콘퍼런스
NRFL 콘퍼런스(Northern Regional Football League Conference)는 뉴질랜드 아마추어 축구 리그이다. 리그는 오클랜드 축구 연맹에서 운영하며, 뉴질랜드 북섬 북부에 위치한 축구 클럽을 포함합니다. 노스랜드, 오클랜드, 와이카토 및 베이오브플렌티 지방의 클럽들이 참여 한다. 2022년까지 리그는 NRFL 디비전 2로 알려졌으며 북부 및 남부 대회로 나뉘지 않는다. 또한 현재 스폰서인 로토 스포르트 이탈리아로 인해 NRFL라는 이름을 사용한다.
경기는 4월부터 9월까지 진행되며, 상위팀은 NRFL 챔피언십으로 승격할 수 있다.
2022 시즌 현재 챔피언은 Hibiscus 코스트이다. 그들은 2023 NRFL 챔피언십 시즌을 위해 Ngaruawahia 유나이티드와 함께 승격
되었다.